# Blue Film
La Blue Film è una  casa di produzione cinematografica e di distribuzione cinematografica italiana. Nasce a Roma nel settembre del 2001 e realizza lungometraggi, cortometraggi, film documentari, videoclip, pubblicità e video istituzionali, privilegiando partnership e alleanze con produttori europei e istituzioni pubbliche e private.
Fin dall'inizio la linea produttiva della Blue Film è stata orientata verso la scelta di tematiche caratterizzate da un forte impegno sociale, culturale, antropologico e da un uso innovativo del linguaggio cinematografico attraverso nuove tecnologie.

## I fondatori
Alessandro Bonifazi è stato direttore della fotografia, montatore, organizzatore e produttore. Oltre a ricoprire il ruolo di amministratore della società si occupa della produzione di lungometraggi, documentari e pubblicità nella duplice veste di produttore esecutivo o produttore tout court.
Erika Manoni dal 1996 è montatrice di lungometraggi e film documentari. Ha lavorato nello staff di montaggio di io ballo da sola di Bernardo Bertolucci e ha inoltre collaborato con Stephen Mirrione - Premio Oscar per Traffic di Steven Soderbergh - nello staff di montaggio di Biutiful di Alejandro González Iñárritu.
Bruno Tribbioli, si è dedicato principalmente al cinema d'autore come produttore, produttore esecutivo e organizzatore. Ha affiancato produttivamente autori come: Peter Del Monte, Antonio Capuano, Claudio Caligari, Paolo Benvenuti, Mario Brenta, Gianfranco Pannone, Daniele Vicari, Franco Brocani, Paolo Virzì, Gabriele Muccino, Citto Maselli, Liliana Cavani, Pasquale Squitieri.

## Filmografia

### Lungometraggi
- I graffiti della mente, regia di Pier Nello Manoni ed Erika Manoni (2002)[1]
- L'alieno. Conversazioni con Lasse Braun, regia di Francesco Barnabei (2003)[2]
- Io che amo solo te, regia di Gianfranco Pannone (2004)[3]
- Roberto Rossellini Blaise Pascal - Backstage, regia di Claudio Bondì (2006)[4]
- Non tacere, regia di Fabio Grimaldi (2007)[5]
- Una questione poco privata, regia di Gianfranco Pannone (2007)[6]
- Beket, regia di Davide Manuli (2008)[7]
- Il sol dell'avvenire, regia di Gianfranco Pannone (2008)[8]
- Nelle tue mani, regia di Peter Del Monte (2008)[9]
- Il colore delle parole, regia di Marco Simon Puccioni (2009)[10]
- Immota Manet, regia di Gianfranco Pannone (2009)[11]
- La balena di Rossellini, regia di Claudio Bondì (2010)[12]
- Ritratto di mio padre, regia di Maria Sole Tognazzi (2010)[13]
- Through Korean Cinema, regia di Leonardo Cinieri Lombroso (2010)[14]
- La strada verso casa, regia di Samuele Rossi (2011)[15]
- Scorie in libertà, regia di Gianfranco Pannone (2011)[16]
- Sul fiume, regia di Davide Maldi (2011)[17]
- Ebrei a Roma, regia di Gianfranco Pannone (2012)[18]
- Happy Days Motel, regia di Francesca Staasch (2012)[19]
- La leggenda di Kaspar Hauser, regia di Davide Manuli (2012)[20]
- Lando Buzzanca. Uno nessuno e centomila, regia di Claudio Bondì (2012)[21]
- Lo Zucco. Il vino del figlio del Re dei francesi, regia di Lidia Rizzo (2012)[22]
- Pietro Germi. Il bravo, il bello, il cattivo, regia di Claudio Bondì (2012)[23]
- South East Asian Cinema. When the Rooster Crows, regia di Leonardo Cinieri Lombroso (2014)[24]
- Sul vulcano, regia di Gianfranco Pannone (2014)[25]
- Iron Fighter, regia di Claudio Del Falco (2024)